# Ludwig Jost
Ludwig Jost (* 13. November 1865 in Karlsruhe; † 22. Februar 1947 in Heidelberg) war ein deutscher Botaniker und Hochschullehrer.

## Leben und Wirken
Nach dem Besuch des Gymnasiums in Karlsruhe studierte Jost Naturwissenschaften an der Ruprecht-Karls-Universität Heidelberg und ab 1885 an der Kaiser-Wilhelms-Universität Straßburg. Zum Dr. phil. promoviert, habilitierte er sich dort und wurde Ordinarius. Er blieb 33 Jahre in Straßburg; 1916/17, im Ersten Weltkrieg, war er Rektor der Universität.
Nach dem Waffenstillstand von Compiègne wies ihn, wie viele deutsche Hochschullehrer, die Dritte Französische Republik aus. Jost übersiedelte an den Neckar, als er 1919 einen Ruf an die Universität  Heidelberg erhalten hatte. Einer seiner ersten Doktoranden war Emil Heitz; beide kannten sich von Straßburg. Heitz war aus Basel nach Heidelberg gekommen, um „unter der Leitung von Herrn Professor Jost“ von Oktober bis Dezember 1920 die Untersuchungen zu seinem selbst gestellten Dissertations-Thema abzuschließen. Das Doktorexamen fand am 7. Juni 1921 im Fakultätszimmer des neuen Kollegiengebäudes statt.
Josts Hauptarbeitsgebiet war die Pflanzenphysiologie. Schon in seinen ersten botanischen Untersuchungen zu Atemwurzeln, Blütenentwicklung und Jahresringbildung traten physiologische Fragestellungen auf. Er konzentrierte sich auf die Entwicklungs- und Reizphysiologie. Durch sein Buch Vorlesungen über Pflanzenphysiologie, das zwischen 1904 und 1923 in vier Auflagen erschien und in mehrere Sprachen übersetzt wurde, trug er zur Durchsetzung des Faches bei. Zum „Strasburger“, dem Standardwerk für Botanikstudenten, steuerte er sieben Auflagen lang den Physiologie-Teil bei (10. bis 16. Auflage, 1909–1923). Zudem war er Mitbegründer der Zeitschrift für Botanik.
Im Jahr 1935 wurde er zum Mitglied der Leopoldina gewählt. Seit 1925 war er korrespondierendes Mitglied der Preußischen Akademie der Wissenschaften.
Aus der Heidelberger Akademie der Wissenschaften, der er seit 1919 als ordentliches Mitglied angehörte, trat er 1937 aus. Er war überzeugter Demokrat und unterstützte Gerta von Ubisch bei ihrem Habilitationsvorhaben und setzte sich für sie ein, als sie 1933 aus rassistisch-antisemitischen Gründen entlassen wurde.

## Veröffentlichungen
- Baum und Wald. J. Springer, Berlin 1936; 2., durchgesehene Auflage, hrsg. von Fritz Overbeck. Springer, Berlin/Göttingen/Heidelberg 1952 (= Verständliche Wissenschaft. Band 29).
- Die Entstehung der großen Entdeckungen in der Botanik. Rede zur Reichgründungsfeier am 18. Januar 1930. Carl Winter [Verl.], Heidelberg 1930 (Heidelberger Universitätsreden; 9)
- Zum hundertsten Geburtstag Anton de Barys. Lebenswerk eines Botanikers des 19. Jahrhunderts. G. Fischer, Jena 1930 (Aus: Zeitschrift für Botanik, Bd. 24)
- mit Gerta von Ubisch: Zur Windefrage. W. de Gruyter & Co., Berlin 1926
- Führer durch den Botanischen Garten in Heidelberg. Heidelberg 1922 [Beschreibung des zeitgenössischen Zustands des Gartens im Neuenheimer Feld]
- Der Kampf ums Dasein im Pflanzenreich. Heitz, Strassburg 1916 (Strassburg, Rektoratsrede vom 1. Mai 1916)
- Vorlesungen über Pflanzenphysiologie. Fischer, Jena 1913